# Фестиваль Fantasporto 2011 года
31-й фестиваль фантастических фильмов «Fantasporto» (порт. XXXI Festival Internacional de Cinema Fantástico - Mostra de Cinema Fantástico) проходил в феврале 2011 года в городе Порту (Португалия).

## Лауреаты
- Лучший фильм — «Последний сотрудник» (режиссёр Александр Адольф)
- Лучший актёр — «Стальные двери» (Эксел Ведекинд)
- Лучшая актриса — «Осатаневшая» (Со Ён Хи)
- Лучший режиссёр — «Я видел дьявола» (Ким Чжи Ун)
- Лучший сценарий — «Чёрная вода» (Элберт ван Стрин, Пауло ван Влит)
- Лучшие спецэффекты — «Наследие Вальдемара 2: Там, где обитают тени» (Луис Тиноко)
- Лучший короткометражный фильм — «Зверская расслабуха» (Давид Муньос)
- Специальная премия жюри — «Чёрная вода» (Элберт ван Стрин)
- Премия режиссёрской недели — «Служанка[англ.]» (Им Сан Су)
- Премия режиссёрской недели, особое упоминание — «Мийоко» (Ёсифуми Цубота)
- Гран-при секции «Восточный экспресс» — «Я видел дьявола» (Ким Чжи Ун)
- Золотой гран-при европейского фантастического фильма — «Чёрная вода» (Элберт ван Стрин)
- Приз критиков — «Бешеные» (Аарон Кешалес, Навот Папушадо)
- Зрительский приз — «Необычайные приключения Адель» (Люк Бессон)